# ピエール・ガニェール
ピエール・ガニェール（Pierre Gagnaire、1950年4月9日 - ）は、前衛的と評されるフランスのシェフで、パリの8区、バルザックにあるレストラン「ピエール・ガニェール」の三ツ星オーナー・シェフ。ロンドンの「Sketch」でも三ツ星を獲得している。
1992年にフランス中部のサン＝テティエンヌに出した店でミシュラン3つ星を獲得したものの、破産により閉店。パリで知人の出資を得て出店し、再び3つ星に返り咲いた異色の経歴を持つシェフで、2001年からは、フランスの物理化学者エルヴェ・ティスと協力し、分子ガストロノミーという科学の考え方を取り入れた、新しい料理法に取り組んでいる。

## 略歴
- 1950年4月9日： フランス中東部ロワール県アピナック（Apinac）で生まれる。
- 1968年： レストラン「タント・アリス（Tante Alice）」で修業、その後、数々の有名店で修行を続ける。
- 1973年： インターコンチネンタル・ホテル（InterContinental Hotel）で修行
- 1974年： 一時期「ルカ・キャルトン（Lucas Carton）」で働く。
- 1976年： 父親の経営するレストラン「ル・クロ・フルリー（Le Clos Fleuri）」で働く。
- 1977年： 「ル・クロ・フルリー」を引き継ぎ、ミシュラン1つ星獲得
- 1981年： サン＝テティエンヌでレストラン「ピエール・ガニェール」をオープン
- 1986年： ミシュラン2つ星獲得
- 1992年： サン＝テティエンヌ市内で移転、アール・デコ調のインテリアデザインを取り入れた店は、同時にミシュラン3つ星獲得
- 1996年： 負債によりミシュランへ星を返上、閉店。その後、パリ8区の『ロテル・バルザック（l'Hotel Balzac）』にレストラン『ピエール・ガニェール』を開店
- 1997年： ミシュラン2つ星獲得
- 1998年： ミシュラン3つ星に返り咲く。
- 2001年： フランス国立農学研究所（Institut National de la Recherche Agronomique）の物理化学者エルヴェ・ティスと協力し、「ガストロノミー・モレキュレール（gastronomie moléculaire：分子ガストロノミー）」の応用に取り組み始める。
- 2002年： ロンドンにカジュアルであるが高級感があり、パリとは全く異質なコンセプトのレストラン「スケッチ（Sketch）」をオープン
- 2004年： レストラン「ガヤ・リヴ・ゴーシュ（Gaya Rive gauche）」の経営と料理を引き継ぐ
- 2005年： 「ガヤ・リヴ・ゴーシュ」を「ガヤ・パール・ピエール・ガニェール（Gaya par Pierre Gagnaire）」としてリニューアル・オープン
- 2005年： レストラン「ピエール・ガニェール・ア・東京（Pierre Gagnaire à Tokyo）」東京・青山にオープン
- 2006年： レストラン「ピエール・ア・香港（Pierre à Hong Kong）」マンダリン・オリエンタル香港ホテル内にオープン
- 2008年： レストラン「ルフレ・バイ・ピエール・ガニェール（Reflets by Pierre Gagnaire）」ドバイ・インターコンチネンタルホテル内にオープン
- 2008年： レストラン「ピエール・ガニェール・ア・セウル」（Pierre Gagnaire à Séoul）」ソウル・ロッテホテル内にオープン
- 2009年12月： レストラン「ツイスト・バイ・ピエール・ガニェール」（Twist by Pierre Gagnaire)　アメリカ合衆国・ラスヴェガス　マンダリンオリエンタルホテル内にオープン
- 2010年： レストラン「ピエール・ガニェール（Pierre Gagnaire）」東京・ANAインターコンチネンタルホテル東京内にオープン[1]
- 2023年： 映画『ポトフ 美食家と料理人』の料理監修を行う。自身もシェフ役で出演している[2]。

## 現在展開中の店

### ヨーロッパ
- Pierre Gagnaire（オテル・バルザック内、パリ）1996- ※2015年現在、三ツ星。
- Gaya（リヴ・ゴーシュ、パリ）2005- ※2015年現在、一つ星。
- Pierre Gagnaire pour Les Airelles（クールシュヴェル、フランス）※2015年現在、二つ星。
- Le Grand Maison (ボルドー、フランス) 2016-
- Pair (Le Bastide de Gordes内、ゴルド、フランス)
- Le Fouquet's (カンヌ、フランス) 2014-
- Sketch（ロンドン、イギリス）2002- ※2019年10月、三ツ星獲得。フランス国外では、初の三ツ星獲得。
- Les Solistes (ウォルドルフ-アストリア・ベルリン内、ドイツ)

### 中東
- Pierre’s Bistro & Bar（インターコンチネンタル・ドバイフェスティバルシティ内、ドバイ） 2018-

### アメリカ
- ツイスト・バイ・ピエール・ガニェール（マンダリン・オリエンタル・ラスベガス内、アメリカ） 2009-

### アジア
- ピエール・ア・香港（マンダリン・オリエンタル香港内、香港） 2006-）※2015年現在、二つ星。
- ピエール・ガニェール・ア・セウル（ロッテホテルソウル内、韓国）2008-
- ラ・メゾン 1888 (インターコンチネンタル ダナン サン ペニンシュラリゾート内、ベトナム) 2015-

### 過去に展開していた店
- ピエール・ガニェール・ア・東京（東京）2005-2009(8月31日)[3]
- ピエール・ガニェール－東京（ANAインターコンチネンタルホテル東京内、日本）2010(3月19日) - 2025(1月25日)[4]
- LES MENUS（ロッテホテル・モスクワ内、ロシア）2010-2015
- Reflets par Pierre Gagnaire（インターコンチネンタル・ドバイフェスティバルシティ内、ドバイ） 2008-2016

## 著書（和書）
- 『新フランス料理―湧き出でるオリジナリティ』 柴田書店 1992.12 ISBN 978-4388056736 （ISBN 4388056731）
- 『料理革命』エルヴェ・ティス 共著書 中央公論新社 2008.03 ISBN 978-4120039225